# Тера Хоут
Тера Хоут (на английски: Terre Haute, МФА: [ˈtɛ.ɹə hoʊt]) е град в щата Индиана, Съединени американски щати, административен център на окръг Виго. Разположен е на левия бряг на река Уабаш. Населението му е 60 774 души (по приблизителна оценка за 2017 г.).

## Личности
Родени в Тера Хоут
- Теодор Драйзер (1871 – 1945), писател
- Филип Фармър (1918 – 2009), писател